# 飛盤

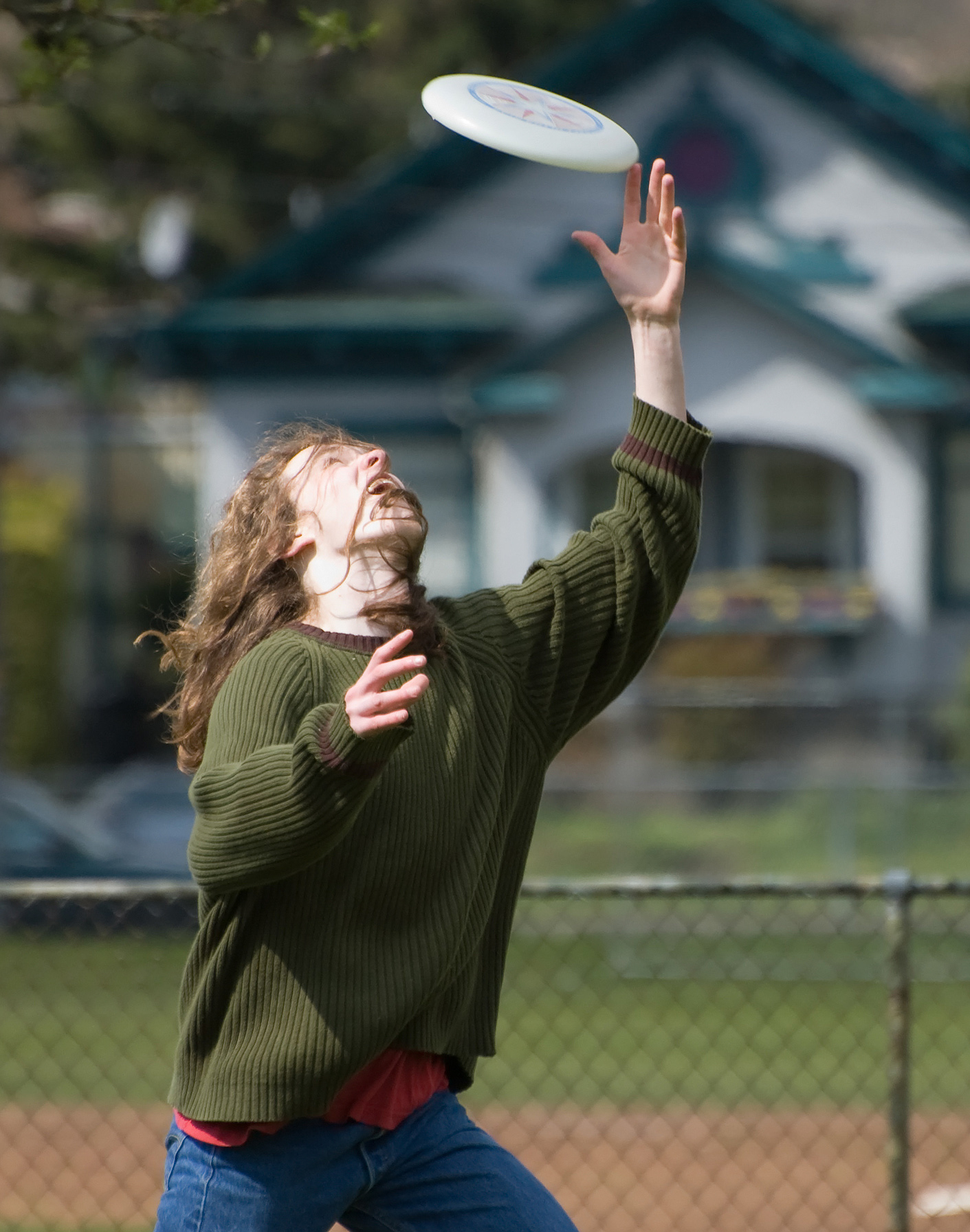
飛盤運動

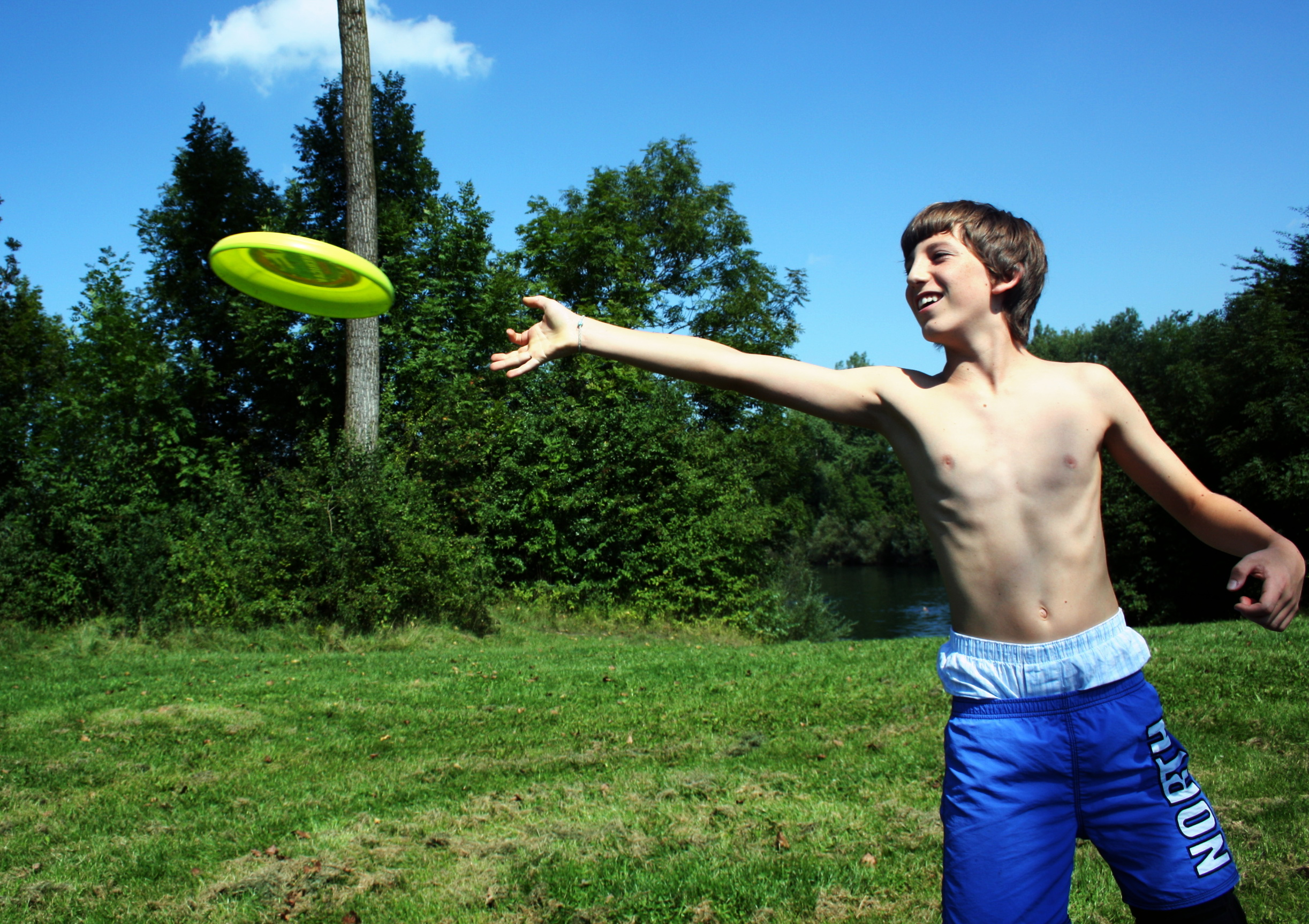

飛盤，香港稱為飛碟，是一種新興運動，也可以單指其所使用的塑膠製盤狀器具。其基本玩法是用力抛向空中，經一段飛行而降落時，由自己或他人用手接住，近年來已發展出各種不同的玩法。

## 歷史
現代塑膠飛盤是由美國西岸的沃爾特·弗雷德里克·莫里森於1948年首先開發出來的，然而其慣用英文名稱卻與遠在東岸的一家派餅家有關。
「福瑞斯比派餅店」（The Frisbie Pie Company，1871-1958）最早創立於康乃迪克州橋港，以製造販售派餅聞名，後來在鄰近城市開設多家分店。一開始是附近大學生吃完福瑞斯比的派餅之後，順手投擲空锡盘作樂，並稱此動作為「福瑞斯比」。隨後這項活動逐漸流行開來，並散播到新英格蘭地區的各所大學。然而，當時此一活動僅能算是餐後的餘興節目，與現代飛盤及飛盤運動並無直接相關。
1937年，出生於猶他州的摩里森與其女友在洛杉磯丟擲爆玉米花的空罐蓋時，激發出現代飛盤的靈感。1946年，摩里森畫出現代飛盤的第一張設計圖。1948年，摩里森找人合伙，以塑膠原料成功的研製出世界第一枚現代飛盤，並稱之為「飛行淺碟」（Flying Saucer）。1955年，摩里森開發出新型飛盤，由於當時外太空不明飛行物之說極為盛行，故將它命名為「冥王星淺盤」（Pluto Platter）。
1957年，開發呼拉圈的Wham-O公司簽下了莫里森飛盤的市場專賣權，仍以「冥王星淺盤」為名上市出售。隨後該公司共同創辦人里奇·聶爾（Rich Knerr）到東岸擴展市場時，得知當地大學生的「福瑞斯比」活動，決定用它當作品牌名稱。由於並不知道「福瑞斯比派餅店」的典故，遂拼寫成同音英文字「Frisbee」。1959年，該公司正式註冊此一品牌名稱，從此隨著產品大量銷售而廣為人知。
1964年，艾德·黑德里克（Ed Headrick）開發出第一個職業運動級的新飛盤 Professional 110g，並由Wham-O公司製造銷售。1967年，黑德里克在洛杉磯成立了國際飛盤協會（International Frisbee Association，IFA），隨後又主導確立許多飛盤運動項目的規則，因而被譽為「飛盤運動之父」。
1974年，第一屆世界飛盤錦標賽在加州玫瑰盃球場舉行。1983年，Wham-O公司經營權易手，國際飛盤協會及世界飛盤錦標賽終止。1983年，世界飛盤總會（World Flying Disc Federation，WFDF）成立。

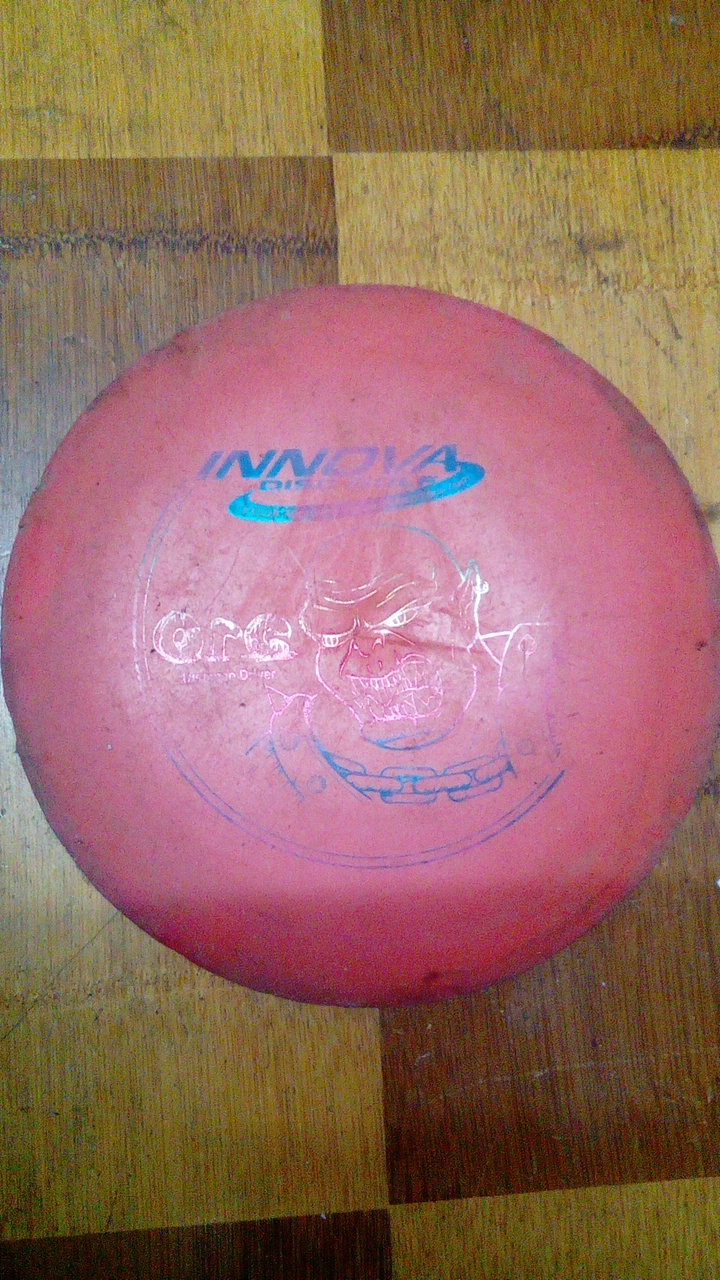
中華台北飛盤代表隊所使用的比賽飛盤之一–「ORC巨人」

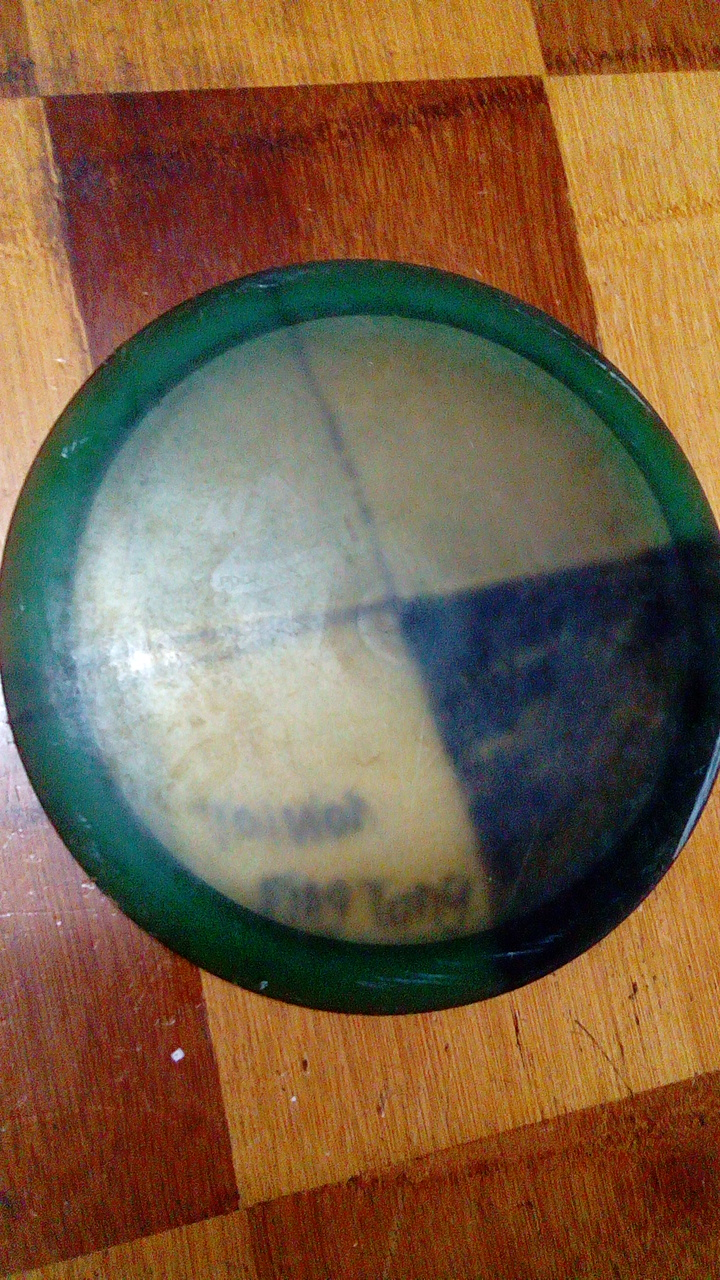
中華台北飛盤代表隊所使用的比賽飛盤之一–「素色硬橡膠盤」

## 器材
飛盤種類:

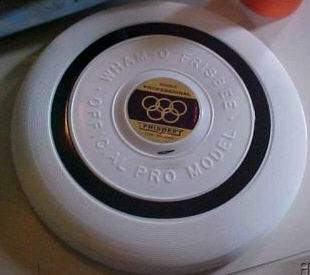
職業用飛盤

一般我們把飛盤依據:功能.造型.材質分為四大類..
一.一般飛盤: (傳統飛盤)
```
  按盤型的大小又分為 
  *小型飛盤 100g以下 適合初學者,及部份比賽項目
  *中型飛盤 120g以下 主要為:110g~120g 適合成人及專項比賽
  *大型飛盤 150g以上 Master 150g為紀念飛盤,160g~165g 自由花式. 175g 花式.及 爭奪賽
```

二.回收飛盤: (又俗稱:狗飛盤)
```
  造型不同於傳統飛盤,輕型重量由60g~70g; 一般重量在:90g~140g (不包括加重盤)			
  用於:各種回收比賽,由於盤子造型特殊,適合狗狗的比賽及遊戲,又用於:Canine,一般寫為:K - 9屬犬類飛盤賽專用盤.
```

三.高爾夫飛盤:
```
  由美國專業公司發明開發出來的 專業飛盤.
  主要是:依據飛行物理學的理論,經由:飛盤 直徑的縮小 盤型的改造 盤緣的改變 原料的選擇,設計新型的飛盤
```

依重量分為:
```
  *輕型盤 90g~130g  用於青少年教學使用的高爾夫飛盤
  *中型盤 140g~     一般多為女子選手,及 非專業選手選用
  *重型盤 150g~180g 多為男子組選手 以及 專業組選手使用
  盤子又分為:
```

- Dd盤 起桿及擲遠飛盤
- Fd盤 擲遠盤 長距離推進飛盤
- ad盤 推進盤 針對靠近目標的飛盤
- pd盤 敲桿盤 針對直接敲桿或直接投入"盤洞"的飛盤

四.玩具飛盤:
```
 主要針是以遊戲及安全為前題,設計各種造的飛盤,其原料有:尼龍.泡綿.海綿.塑料.布等等..
 其中目前的躲避盤就屬於這一類的飛盤.
```

## 飛盤運動比賽項目
- 擲遠賽 Distance
- 擲準賽 Accuracy
- 越野賽 Discathon
- 擲接賽 Disc Tennis
- 雙飛盤 D.D.C.
- 勇氣賽 Guts
- 爭奪賽 Ultimate 一般七人制 五人制又稱B-mate
- 高爾夫 Disc Golf
- 傳接花式 T&C
- 自由花式 Freestyle
- 回收計時 MTA - MAXIMUM TIME ALOFT
- 投 跑 接 TRC - THROW, RUN & CATCH
- 計時投跑接 SCF - Self-Caught Flight
- 躱避飛盤 Dodgebee
- 狗接飛盤 K-9 具多種競賽
- 盤子瓶子 Colabee or Beerbee

## 外部連結
- 世界飛盤聯盟官方網站 （页面存档备份，存于）
- 香港躲避盤聯會 Hong Kong Dodgebee Federation  （页面存档备份，存于）
- 中華民國躲避盤運動協會 （页面存档备份，存于）
- 日本躲避盤協會